# جون ويلسون (لاعب كريكت أسترالي)
جون ويلسون (1 سبتمبر 1947 بسيدني في أستراليا - ) (بالإنجليزية: John Wilson)‏ هو لاعب كريكت أسترالي.

## وصلات خارجية
- جون ويلسون (لاعب كريكت أسترالي) على موقع إي آس بي آن كريك إنفو (الإنجليزية)